# Gioco di Kim

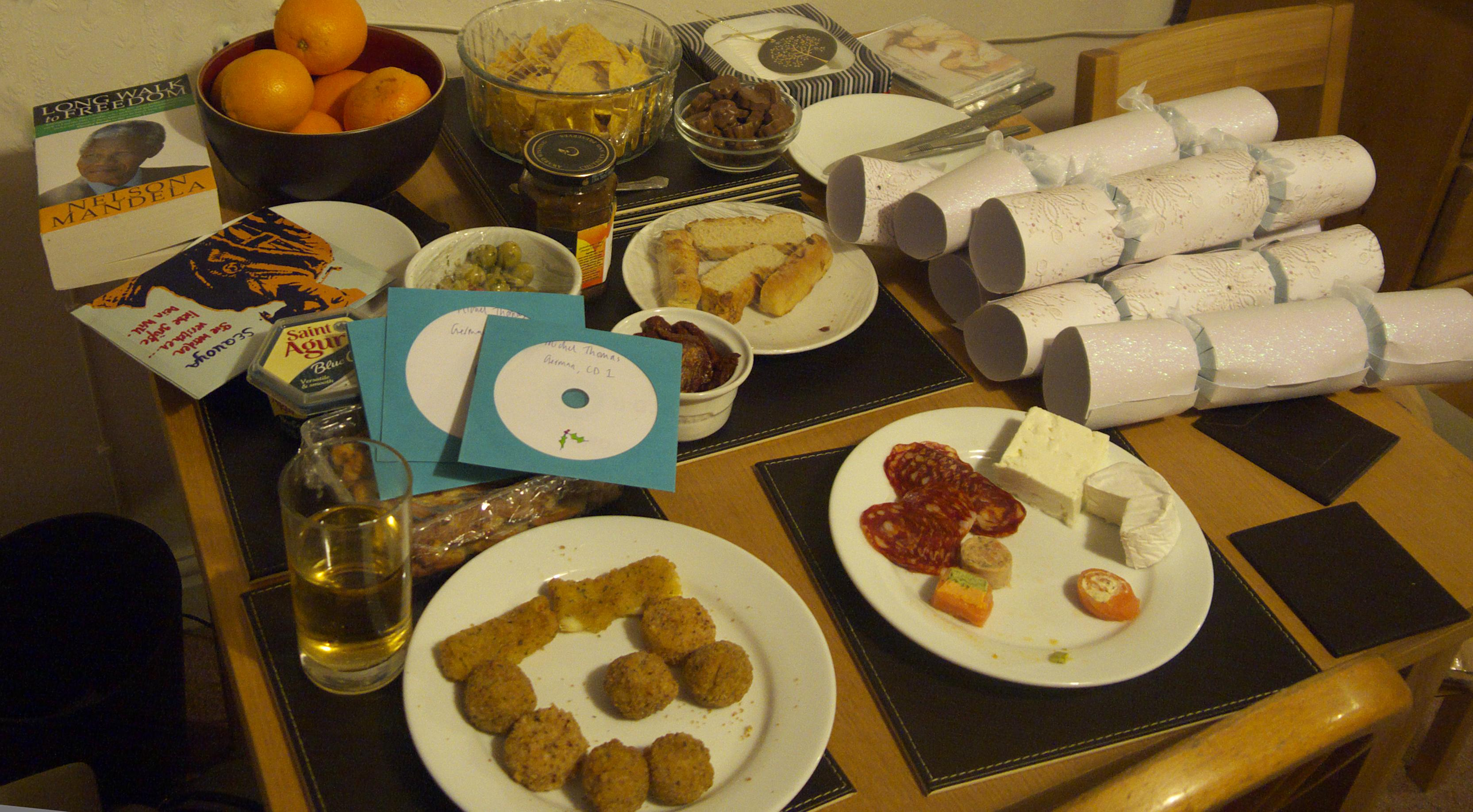
Una tavola allestita per il gioco di Kim

Il gioco di Kim è un gioco per sviluppare la memoria, usato soprattutto nello scautismo.

## Kim
"Kim" è il protagonista dell'omonimo romanzo di Rudyard Kipling. Il suo vero nome è Kimball O'Hara, orfano di un sergente di un reggimento irlandese di stanza in India. Cresciuto fra le strade dell'india, Kim riesce a confondersi fra loro, e per questo viene reclutato dai servizi inglesi nel Grande gioco, il conflitto strisciante fra Gran Bretagna e Russia per il controllo dell'Asia centrale. Parte del suo addestramento consiste nell'osservare una scena, e ricordarne i dettagli anche più piccoli a distanza di tempo.

## Classico
Il Gioco di Kim "canonico" riguarda la memoria: chi gestisce il gioco mette numerosi oggetti diversi su un tavolo e li copre con un telo. Poi scopre il tavolo, e consente, per breve tempo, ad uno o più giocatori, di osservarli. Terminato il tempo, ricopre il tavolo. I giocatori devono poi scrivere o anche dire a voce ciò che ricordano di aver visto. 

## Varianti

### Kim in transito
In questa variante gli oggetti sono raccolti in una scatola e mostrati mentre li si sposta in un'altra scatola. Il contenuto delle scatole non è visibile dai giocatori. Le due scatole sono poste su un tavolo.

### Kim sensoriale
In queste varianti (una per ogni senso) gli oggetti non vengono mostrati, ma devono essere riconosciuti dai giocatori usando un senso diverso dalla vista.

## Il Gioco di Kim e lo scautismo
Robert Baden-Powell cita il personaggio di Kim come un esempio di tutte le virtù che uno scout deve avere, fin dall'inizio del libro Scautismo per ragazzi. Qualche anno dopo, nel Manuale dei lupetti, descrisse per la prima volta una versione del Gioco di Kim.